# Epitalio

Mapa con la situación de algunas de las ciudades de la antigua Élide. Epitalio se ubicaba cerca de la desembocadura del río Alfeo.

Epitalio (en griego, Ἐπιτάλιον) es el nombre de una antigua ciudad griega de Élide.
Es citada por Jenofonte en el marco de la guerra contra Élide de los espartanos y sus aliados dirigidos por Agis II hacia el año 399 a. C. Tras el fin de las hostilidades, Agis se retiró de Élide pero dejó una guarnición en Epitalio. Después, Élide se vio obligada a perder el dominio de varias ciudades, entre ellas Epitalio.
Es mencionada también por Polibio: en el año 218 a. C., Filipo V de Macedonia tomó varias ciudades de Élide entre las que se encontraba Epitalio.
Estrabón señala que el río Alfeo desembocaba en un lugar situado entre las ciudades de Fía y Epitalio y la identificaba con la homérica ciudad de Trío, pero tal identificación no es segura. Se localiza cerca de la desembocadura del Alfeo, en su ribera sur cerca de una población que ha recuperado el nombre de Epitalio, llamada antes Agoulinitsa.